# Kyalami

Mapa del circuito de Kyalami entre 1967 y 1985 en F1.

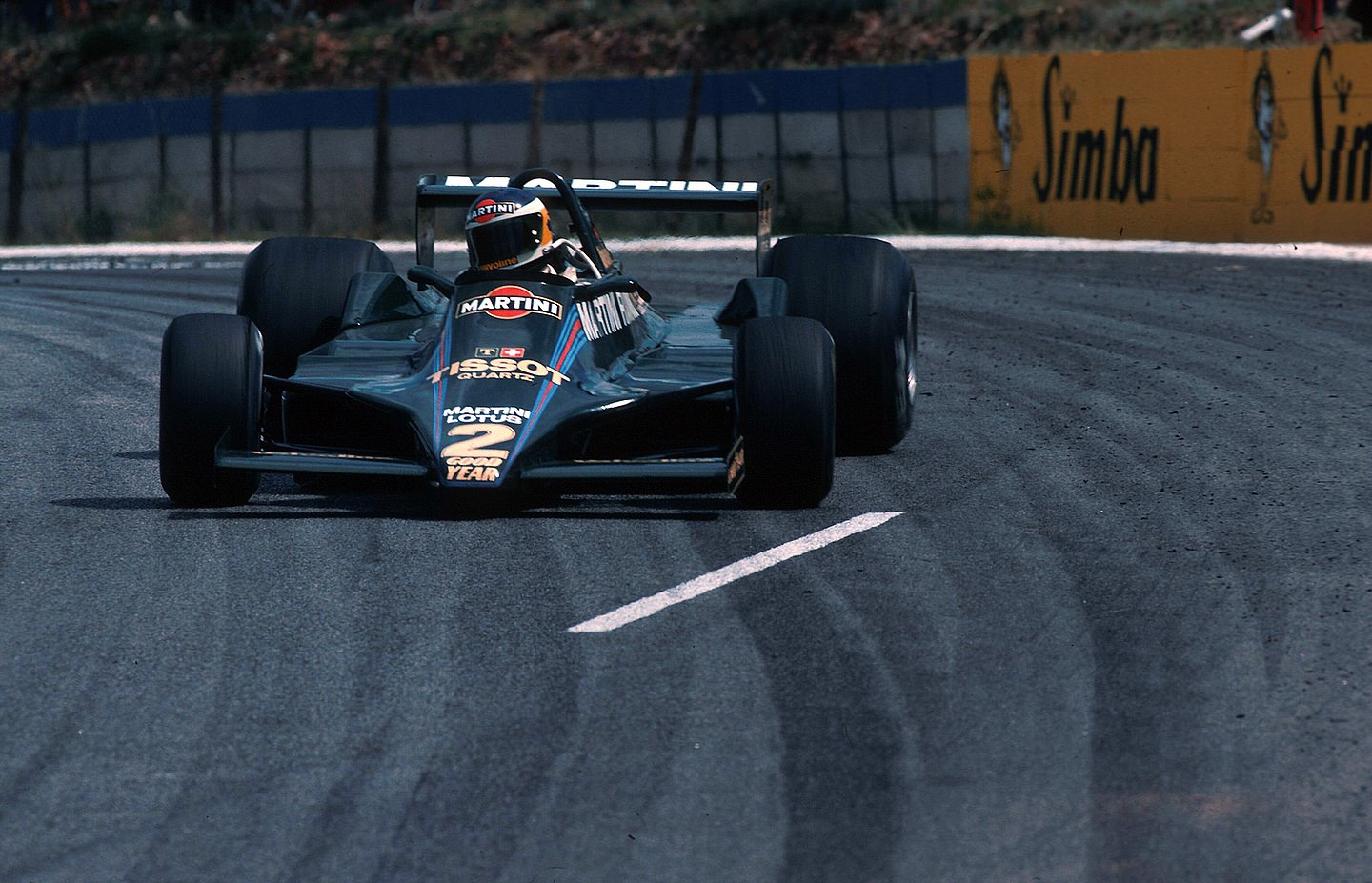
Carlos Reutemann en el Gran Premio de 1979.

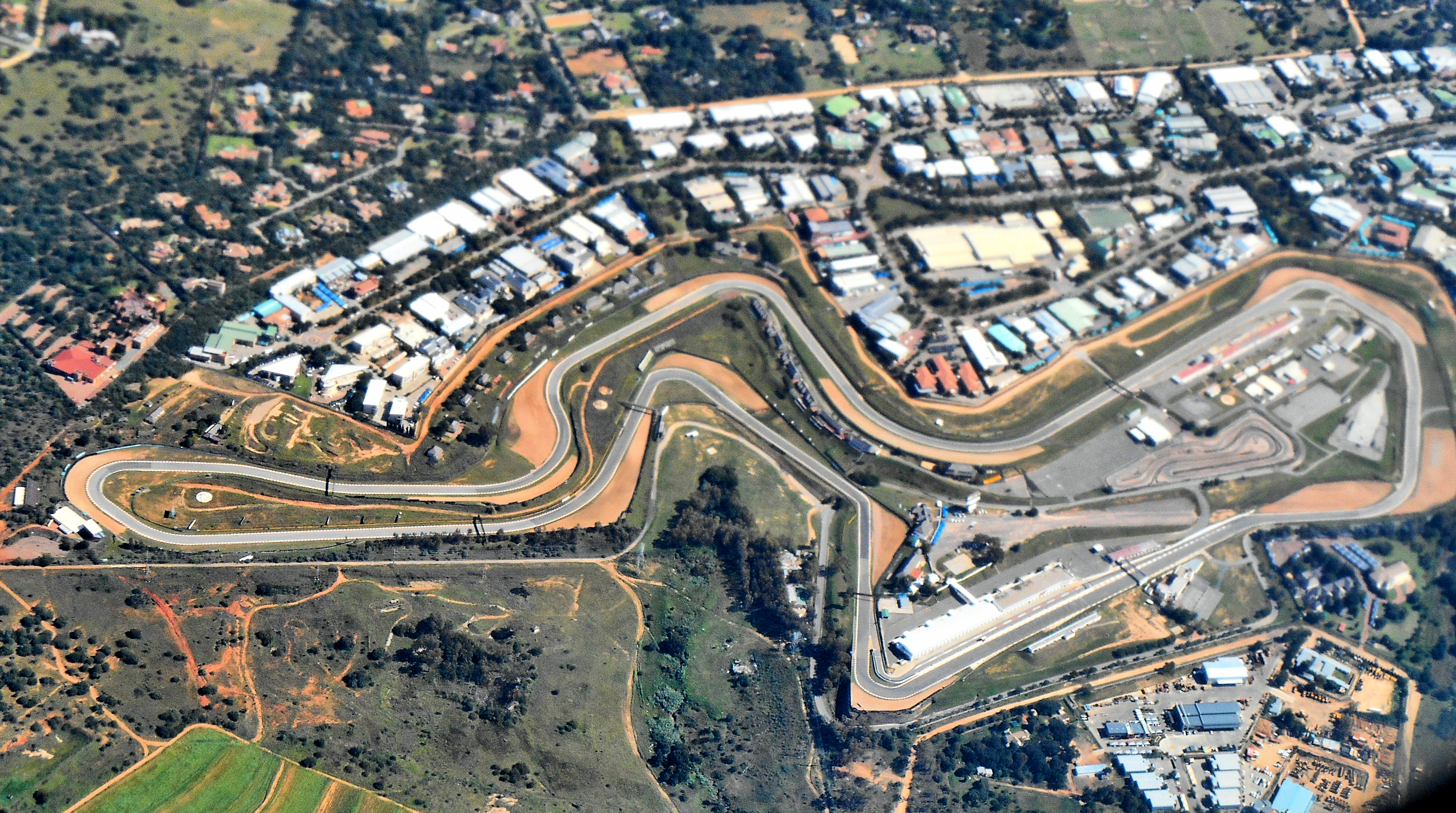
Vista aérea del circuito antes de las modificaciones de 2015.

Kyalami es un autódromo situado en Gauteng, Sudáfrica, unos 25 km al norte de la ciudad de Johannesburgo. En él se celebró el Gran Premio de Sudáfrica de Fórmula 1 desde 1967 hasta 1993, así como carreras del Campeonato Mundial de Superbikes. En los últimos años, los alrededores del circuito se han transformado en un suburbio residencial y de uso industrial de Johannesburgo.
El circuito original estuvo en uso hasta que las sanciones políticas suspendieron el Gran Premio de Sudáfrica en 1986. A comienzos de 1990 se reconstruyó como parte de un complejo habitacional. Desde su renovación, solo se corrieron dos carreras del campeonato de Fórmula 1 (1992 y 1993), debido a la quiebra del promotor. En este circuito se pudo ver la trágica muerte del piloto estadounidense Peter Revson en el GP de 1974 y británico Tom Pryce y de uno de los comisarios en el GP 1977, entre otras.
Kyalami hospedó la ronda Sudáfrica de la temporada 2008-09 de la A1GP, sustituyendo al circuito urbano de Durban. La pista fue vendida a Porsche Sudáfrica en 2014.
Este trazado ha albergado las 9 Horas de Kyalami interrumpidamente entre 1961 y 2000, y desde 2019 como prueba puntuable del Intercontinental GT Challenge. En circuito formaba parte del calendario provisional del Campeonato Mundial de Resistencia de 2020-21, pero la pandemia de COVID-19 frustró el plan.

## Ganadores

### Fórmula 1
- Las carreras que no formaron parte del campeonato aparecen señaladas con un fondo de color rosado.

| Año  | Piloto            | Constructor      | Fecha         | Resultados |
| ---- | ----------------- | ---------------- | ------------- | ---------- |
| 1967 | Pedro Rodríguez   | Cooper-Maserati  | 2 de enero    | Resultados |
| 1968 | Jim Clark         | Lotus-Ford       | 1 de enero    | Resultados |
| 1969 | Jackie Stewart    | Matra-Ford       | 1 de enero    | Resultados |
| 1970 | Jack Brabham      | Brabham-Ford     | 7 de marzo    | Resultados |
| 1971 | Mario Andretti    | Ferrari          | 6 de marzo    | Resultados |
| 1972 | Denny Hulme       | McLaren-Ford     | 4 de marzo    | Resultados |
| 1973 | Jackie Stewart    | Tyrrell-Ford     | 3 de marzo    | Resultados |
| 1974 | Carlos Reutemann  | Brabham-Ford     | 30 de marzo   | Resultados |
| 1975 | Jody Scheckter    | Tyrrell-Ford     | 1 de marzo    | Resultados |
| 1976 | Niki Lauda        | Ferrari          | 6 de marzo    | Resultados |
| 1977 | Niki Lauda        | Ferrari          | 5 de marzo    | Resultados |
| 1978 | Ronnie Peterson   | Lotus-Ford       | 4 de marzo    | Resultados |
| 1979 | Gilles Villeneuve | Ferrari          | 3 de marzo    | Resultados |
| 1980 | René Arnoux       | Renault          | 1 de marzo    | Resultados |
| 1981 | Carlos Reutemann  | Williams-Ford    | 7 de febrero  | Resultados |
| 1982 | Alain Prost       | Renault          | 23 de enero   | Resultados |
| 1983 | Riccardo Patrese  | Brabham-BMW      | 15 de octubre | Resultados |
| 1984 | Niki Lauda        | McLaren-TAG      | 7 de abril    | Resultados |
| 1985 | Nigel Mansell     | Williams-Honda   | 19 de octubre | Resultados |
| 1992 | Nigel Mansell     | Williams-Renault | 1 de marzo    | Resultados |
| 1993 | Alain Prost       | Williams-Renault | 14 de marzo   | Resultados |